# Plesictis
Plesictis és un gènere extint de mamífers de l'ordre dels carnívors. Plesictis visqué entre l'Oligocè inferior i el Miocè inferior a Europa.

## Descripció
Plesictis mesurava uns 75 centímetres de llarg i presumiblement era un animal nocturn. La seva llarga cua mantenia Plesictis en equilibri, cosa que suggereix que vivia als arbres. Plesictis tenia dents romes a les dents i les autèntiques dents molars eren rectangulars, cosa que indica que era un animal omnívor.